# Ісмаїл Самані
Абу Ібрагім Ісмаїл ібн Ахмед (*849, Балх — 24 листопада 907) — емір з династії Саманідів, засновник міцної держави у Середній Азії.

## Життєпис
Ісмаїл Самані — намісник свого брата Насра I у Бухарі (874—892). Залишився в цьому місті і по смерті брата став еміром Мавераннахру, у 893 році був затверждений у цьому сані халіфом. У тому ж році він здійснив похід до Тараза, завоював це місто й обернув його головну церкву на мечеть. Боровся в Мавераннахрі з саффаридським правителем Амром ібн Лейсом. Попри те, що халіф оголосив про зміщення Ісмаїла, а його провінцію подарував Амру, після перемоги Самані (900) правитель виразив переможцю своє вдоволення.
Спадщину Саффаридів у Хорасані оскаржував у Саманіда Мухаммед ібн Зейд, правитель Табаристану. Полководцю Ісмаїла Мухаммеду ібн Гаруну вдалося не тільки вигнати ворогів з Хорасану, але й завоювати сам Табаристан. Однак після цього він постав проти свого державця, прийняв «білий колір», тобто підтримав повсталих проти законного уряду і захопив Рей. Ісмаїлу довелося самому виступити проти бунтівного полководця. Після перемоги над ним Рей і Казвін були приєднані до держави Саманідів і, таким чином, були встановлені її кордони на заході (902). У 904 році на сході за допомогою добровольців з інших мусульманських країн було відбито вторгнення численного тюркського народу. Йому наслідував син Ахмад.
У Бухарі, що стала за Ісмаїла Самані столицею саманідської держави, розташований так званий Мавзолей Ісмаїла Самані, усипальниця династії, — видатна пам'ятка середньоазійської архітектури.
Ім'я Ісмаїла Самані від 1998 року носить найвищий пік Паміру (раніше — Пік Комунізму). А 1999 року до 1100-річчя від утворення держави Саманідів у столиці Таджикистану відкрили величний монумент Ісмаїла Самані.
| Маўзалель Саманідаў ў Бухары     |                                   |                                    |
| Мавзолей Ісмаїла Самані у Бухарі | монумент Ісмаїла Самані у Душанбе | монумент Ісмаїла Самані у Худжанде |